# Smicridea arizonensis
Smicridea arizonensis là một loài Trichoptera trong họ Hydropsychidae. Chúng phân bố ở miền Tân bắc.